# 日本の気候

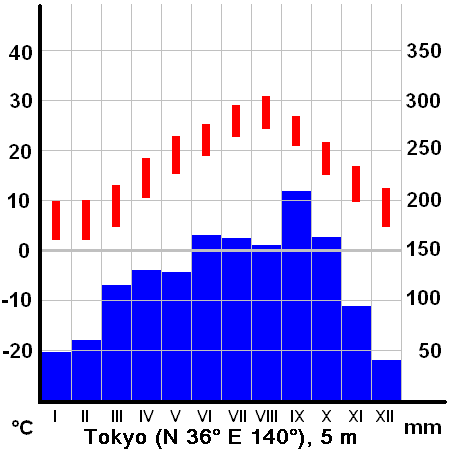
太平洋側気候である東京の雨温図

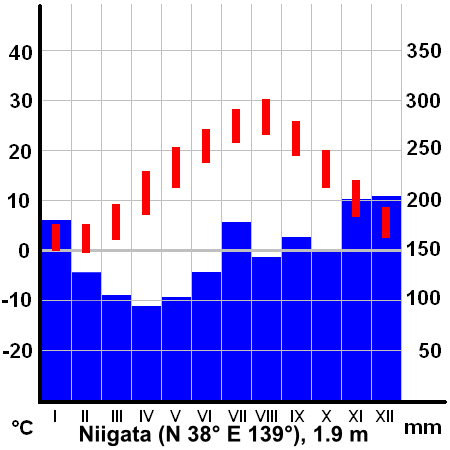
日本海側気候である新潟の雨温図

日本の気候（にほんのきこう）では、2024年現在日本の領土である地域の気候について記述していく。日本国内では、太平洋側か日本海側かで大きな違いが見られる。日本海側では、日本海の上を越えてくる北西の季節風により、冬に雪や雨が多く、太平洋側では、太平洋から吹き込む 南東の季節風により、夏に雨が多い。また、瀬戸内海沿岸や中央高地では年中降水量が少ない。また、南北に長い日本では、緯度による気候の差異も大きい。
ケッペンの気候区分において日本はほぼ温暖湿潤気候か湿潤大陸性気候に属し、世界的に見ると四季がはっきりしており、中国や朝鮮半島同様、気温の年較差と日較差が大きい。また、降水量が多いこと、梅雨や秋霖の影響で降水量の年変化が大きいことが特徴として挙げられる。
地球温暖化や都市化によるヒートアイランド現象が、日本でも起きている。日本の平均気温は、長期的には100年当たり約1.21 ℃上昇している。また、大都市においては、気温上昇の主因がヒートアイランド現象によるものだと考えてもよいという指摘がある。

## 気候区分

### 世界的な気候区分を日本に当てはめたもの

日本におけるケッペンの気候区分（1981年から2016年の平年値に基づく）

ケッペンの気候区分で日本は、ほぼ温暖湿潤気候か湿潤大陸性気候に属するものの、一部に例外が見られる。道南の沿岸部、青森県や岩手県の沿岸部、宮城県、山形県、福島県、栃木県、山梨県、長野県の高原の一部には西岸海洋性気候が分布する。また、群馬県の一部には温帯夏雨気候が存在する。富士山頂や、大雪山山頂付近 にはツンドラ気候が分布する。これは日本に存在する数少ない寒帯であり、基準となる気温の低さと降水量の少なさは緯度ではなく標高による要因が主の例外的な場所であるため、正式なケッペンの気候区分には存在しない高山気候という気候の呼称が使われることもある。沖縄県の石垣島や西表島などの一部は熱帯となっている。 それらは主に熱帯雨林気候に属するが、例外的に北大東島だけは熱帯季節風気候に相当する気候である。だが、観測が30年に満たないため正式には熱帯季節風気候とは認定されていない。また東京都の小笠原諸島も熱帯であり、南鳥島など小笠原諸島の南部はサバナ気候に属する場所もある。
大陸の東岸に隣接するため、冬は大陸の季節風の影響を受け、大陸性気候の地域は月平均気温が氷点下の月が数か月続き、冷え込みが厳しい。
また、アリソフの気候区分を用いると、北緯36度〜37度あたり（長野県や福島県に相当）を境として、亜熱帯と寒帯気団帯に分類できる。

### 日本独自の気候区分
しかし、ケッペンの気候区分を日本国内に適用しても、季節による降水量の変化を区別できないため、降水量の変化を考慮する日本独自の気候区分が考案された。この方法については、様々なものがある。例えば福井英一郎は1933年に年平均気温と月平均気温をもとに大きく北日本（北海道の大部分）、中部日本（渡島半島から九州まで）、南日本（奄美大島以南）に分け、中区分として月降水量と月降水量の年変化に基づき10の中気候区に分類した。また、関口武は1959年に、気候要素（気温・降水量・日照率・水分過剰量）の年変化に着目した統計的な気候区分を考案した。この気候区分では、東日本型、日本海型、南海型、九州型、瀬戸内型、その他に区分し、東日本型を東部北海道型、三陸・常磐型、東海・関東型、中央高原型に、日本海型をオホーツク型、東北・北海道型、北陸・山陰型に、その他を南西諸島型、父島型に細分する。鈴木秀夫は1962年気団や冬の降水量、前線、低気圧に着目した成因的気候区分を考案した。前島郁雄は1967年に、降水量の多い時期、梅雨・秋霖の発現時期の地域差に着目した気候区分を考案した。また、小泉和也・加藤央之は2012年に、月平均気温・月降水量・月日照時間に着目し多変量解析により14のゾーンに分類し、大きく見ると日本海側、太平洋側、その中間の3つに分けられるとした。一方、草薙浩は2016年に、日降水量の平年値などからクラスター分析を用いて、日本を多雨地域と少雨地域の2つに大別し、多雨地域をさらに区分した3地域区分が降水量を元にした区分だとし、さらに区分地域の面積も考慮し、日本を9つの気候に区分することを提案した。

## 日本の気候に影響する因子

### 気団・偏西風
日本には5つの気団が影響を与えている。それは、冬にシベリア高気圧を発生させ、季節風を吹かせて日本海側に雪を降らせるシベリア気団、小笠原高気圧により日本に多湿な夏をもたらす小笠原気団、小笠原気団とぶつかり梅雨前線を形成し、やませや関東地方の北東気流による悪天をもたらすオホーツク海気団、春と秋に移動性高気圧により日本に好天をもたらす揚子江気団、そして台風として日本に接近し、日本付近にある前線に気流が流入すると集中豪雨をもたらす赤道気団である。
また、日本の上空には偏西風が常に吹いているので、天気は概ね西から東に移り変わる。そして、日本付近によくできる前線は寒帯前線帯の一部だと考えられる。

### 遠方の要因
また、エルニーニョ現象が発生すると、西太平洋熱帯地域の海水温が下がり、積乱雲が発生しにくくなることで、夏に太平洋高気圧が発達しにくく、低温・寡照になる傾向があり、冬は西高東低の気圧配置が弱まり高温になる傾向がある。ラニーニャ現象が発生すると、西太平洋熱帯地域の海水温が上がり、積乱雲の活動が活発化することで、夏に太平洋高気圧が北に勢力を伸ばしやすく高温に、冬は西高東低の気圧配置が強まり低温になる傾向がある。この他、インド洋の海水温が高くなると、インド洋から赤道付近の西太平洋に低気圧が発生し、そこに向かってフィリピンの東方から北東の風が吹くことでフィリピン付近で下降気流が発生して積乱雲の活動が活発でなくなり、さらには太平洋高気圧が北に張り出しにくくなって、沖縄・奄美で高温、北日本で寡照・多雨になる傾向がある。

### 台風
春先には海水温の高い赤道近くの海域で発生していた台風は、夏になると発生海域がやや北側に移る。台風の日本への接近は75%が7月から9月に集中していて、移動コースは季節ごとに異なり、7月や8月は南日本への接近・上陸が多い。しかし、沖縄県には4月でもまれに台風が接近することがあり、5月には台風の季節が沖縄県のみならず小笠原諸島でも到来する。初夏から盛夏にかけ、太平洋高気圧が日本列島の南西側にまで張り出しているような時期は、台風が進路を東に変える転向点は沖縄や台湾周辺になるのに対して、勢力が弱くなる晩夏以降は、それよりやや東側になる。このように、台風は太平洋高気圧の外周をなぞるように進む。台風は9月以降、晩夏から初秋にかけては日本の南東海上から北西に進み、日本付近に到達する進路を取り、中緯度に到達すると偏西風のために進路を東向きに変え、さらに北上する。小笠原高気圧の縁の張り出し具合は9月頃にちょうど日本にかかるため、日本を直撃する大きな台風は9月に来ることが多く、昭和の三大台風のように甚大な被害を与えた台風は、どれも9月に上陸している。なお、1991年から2020年の平年値によれば、年間の台風の平均発生数が25.1個であるのに対し、中心が日本の気象官署のいずれかから300キロメートル以内に入る接近をする台風の年平均個数は11.7個、九州、四国、本州、北海道のいずれかの海岸線に達する上陸をする台風の年平均個数は3.0個である。
日本に接近してくる台風の東側で吹く南から北へ向かう風が暖かく湿った風を梅雨前線や秋雨前線に送り込みむことで前線に達して上昇する空気が暖かく湿ったものになり、雲に含まれる水分が増すことで梅雨前線や秋雨前線を活発化させ日本列島に大雨をもたらすことがある。

## 年間を通じた気温と降水量

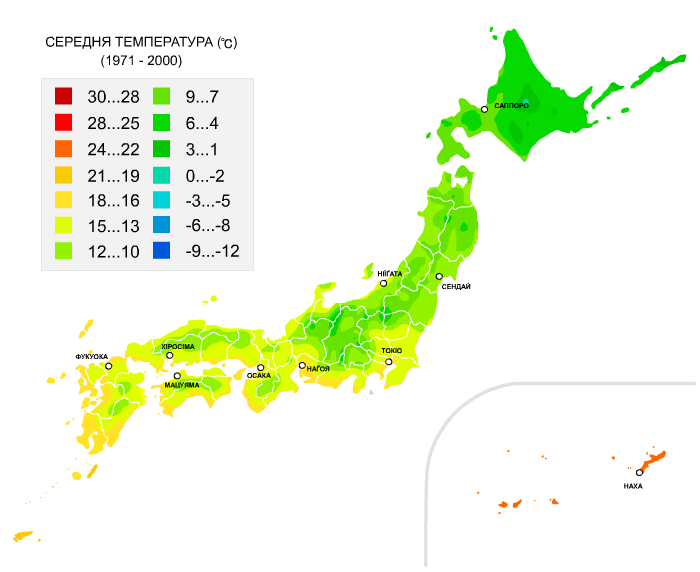
1971年-2000年平年値による日本の年平均気温の地図

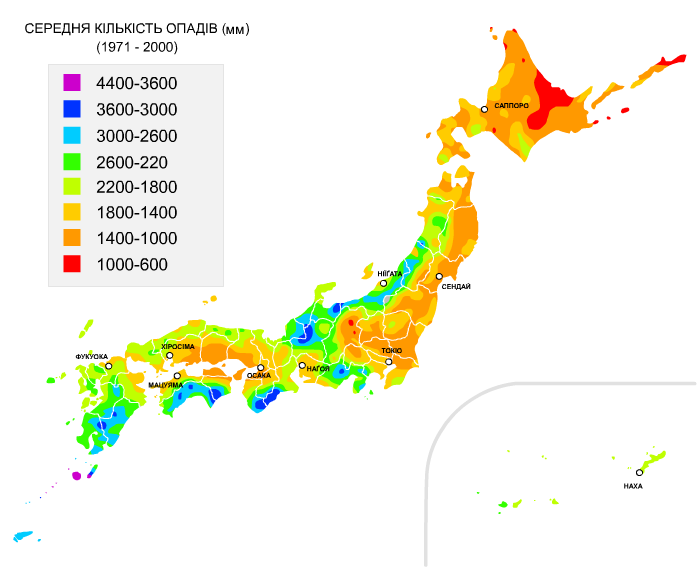
1971年-2000年平年値による日本の年降水量の地図

日本全国での平均気温の実際の値は、正確な見積もりが難しいこと、正確な値が求まったとしても、気候変動の監視上、その数値そのものにはあまり意味がないことを理由に気象庁は算出していない。参考として、アメリカ合衆国の民間企業「Canty and Associates LLC」は、日本の209都市の41年間のデータから求めた日本の平均気温は13.9 ℃、平均最高気温は17.6 ℃（208都市の平均）、平均最低気温は10.1 ℃（同）としている。日本の各地の平均気温は、札幌で9.2 ℃、仙台で12.8 ℃、東京で15.8 ℃、大阪で17.1 ℃、福岡で17.3 ℃、那覇で23.3 ℃（1991年-2020年の平年値）などとなっている。
日本では全般に降水量が多く、1976年から2005年の平均値では、世界での年間降水量の平均は807 mm（ミリメートル）なのに対し、日本平均は1690 mmと、約2倍ある。ただし、気象庁は、年降水量の実際の値を平均気温と同じ理由で算出していない。参考として、Canty and Associates LLCは、日本の185都市の56年間の年降水量から、日本の平均降水量を1716.6 mmとしている。降水量は地域によって、約1000 mmから3000 mmを超える範囲まで変動する。
2024年の日本の平均気温の基準値（1991～2020年の30年平均値）からの偏差は+1.48℃であり、1898年の統計開始以降、過去最高を記録した。
| 日本の気候 | 日本の気候    | 日本の気候    | 日本の気候    | 日本の気候    | 日本の気候    | 日本の気候    | 日本の気候   | 日本の気候    | 日本の気候    | 日本の気候    | 日本の気候    | 日本の気候    | 日本の気候       |
| 月 | 1月           | 2月           | 3月           | 4月           | 5月           | 6月           | 7月          | 8月           | 9月           | 10月          | 11月          | 12月          | 年               |
| --- | ------------- | ------------- | ------------- | ------------- | ------------- | ------------- | ------------ | ------------- | ------------- | ------------- | ------------- | ------------- | ---------------- |
| 最高気温記録 °C （°F） | 29.7 (85.5)   | 29.1 (84.4)   | 30.4 (86.7)   | 33.7 (92.7)   | 39.5 (103.1)  | 40.2 (104.4)  | 41.2 (106.2) | 41.8 (107.2)  | 40.4 (104.7)  | 36.0 (96.8)   | 34.2 (93.6)   | 31.6 (88.9)   | 41.1 (106)       |
| 平均最高気温 °C （°F） | 7.5 (45.5)    | 7.9 (46.2)    | 11 (52)       | 16.5 (61.7)   | 20.7 (69.3)   | 23.6 (74.5)   | 27.2 (81)    | 28.7 (83.7)   | 25.3 (77.5)   | 20.4 (68.7)   | 15.2 (59.4)   | 10.1 (50.2)   | 17.6 (63.7)      |
| 日平均気温 °C （°F） | 3.9 (39)      | 4.3 (39.7)    | 7.1 (44.8)    | 12.2 (54)     | 16.4 (61.5)   | 20.1 (68.2)   | 23.8 (74.8)  | 25.1 (77.2)   | 21.7 (71.1)   | 16.3 (61.3)   | 11.2 (52.2)   | 6.5 (43.7)    | 13.9 (57)        |
| 平均最低気温 °C （°F） | 0.3 (32.5)    | 0.6 (33.1)    | 3.2 (37.8)    | 7.9 (46.2)    | 12.2 (54)     | 16.6 (61.9)   | 20.6 (69.1)  | 21.6 (70.9)   | 18.2 (64.8)   | 12.3 (54.1)   | 7.3 (45.1)    | 2.8 (37)      | 10.1 (50.2)      |
| 最低気温記録 °C （°F） | −41.0 (−41.8) | −38.3 (−36.9) | −35.2 (−31.4) | −27.8 (−18)   | −18.9 (−2)    | −13.1 (8.4)   | −6.9 (19.6)  | −4.3 (24.3)   | −10.8 (12.6)  | −19.5 (−3.1)  | −28.1 (−18.6) | −34.2 (−29.6) | −41.0 (−41.8)    |
| 降水量 mm （inch） | 87.7 (3.453)  | 85.2 (3.354)  | 111.8 (4.402) | 135.1 (5.319) | 154.7 (6.091) | 214.3 (8.437) | 184 (7.24)   | 166.3 (6.547) | 204.9 (8.067) | 152.5 (6.004) | 108.6 (4.276) | 89.4 (3.52)   | 1,716.6 (67.583) |
| 出典1：（年間極値）（1月の極値）（2月の極値）（3月の極値）（4月の極値） （5月の極値）（6月の極値）（7月の極値）（8月の極値）（9月の極値）（10月の極値） （11月の極値）（12月の極値） |               |               |               |               |               |               |              |               |               |               |               |               |                  |
| 出典2：（その他。平均気温は日本国内209都市、平均最高気温と平均最低気温は同208都市、降水量は同185都市の平均。一民間企業の分析であることに注意。）                                     |               |               |               |               |               |               |              |               |               |               |               |               |                  |

## 季節
日本は中緯度地方にあるため、春・夏・秋・冬の四季の違いがはっきりと現れる。ただし梅雨と秋霖を含めて六季とみなす方が適切だと考える人もいる。季節変化の主な要因は、太陽高度の変化による気温変化であるが、日本がユーラシア大陸の東岸に位置するため気温の年較差が大きくなり、中国や韓国同様、同緯度の他の地域と比べてみても、冬季の低温が顕著である。
| 分類         | 分類         | 春                      | 夏                    | 秋                    | 冬                     |
| ------------ | ------------ | ----------------------- | --------------------- | --------------------- | ---------------------- |
| 伝統的季節   | 暦月区切り   | 旧暦正月（新暦2月頃）～ | 旧暦四月(新暦5月頃)～ | 旧暦七月(新暦8月頃)～ | 旧暦十月(新暦11月頃)～ |
| 伝統的季節   | 節月区切り   | 立春(2/3頃)～           | 立夏(5/5頃)～         | 立秋(8/7頃)～         | 立冬(11/7頃)～         |
| 気象学的季節 | 気象学的季節 | 3月～                   | 6月～                 | 9月～                 | 12月～                 |
| 天文学的季節 | 天文学的季節 | 春分（3/20頃）～        | 夏至（6/21頃）～      | 秋分（9/22頃）～      | 冬至（12/22頃）～      |

### 春

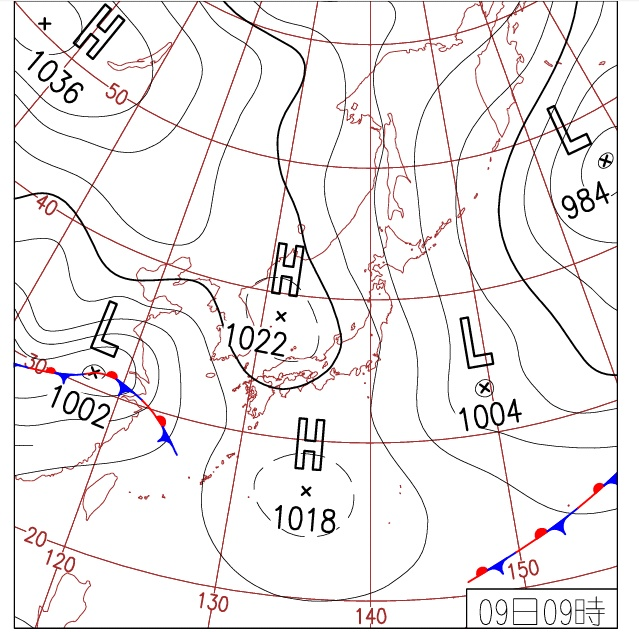
低気圧と移動性高気圧が交互に日本を通過する春の気圧配置。（2019年4月9日、気象庁）

日本海低気圧がもたらす、その年初めて吹く南寄りの強い風が、春一番であり、これが日本の春の到来を象徴する。ただ、期間が2月4日頃の立春から3月20日頃の春分に限られているため、毎年全地域に吹くのではなく、観測されない年もある。例えば、中国地方では、2012年までの10年間のうち、5年で春一番が観測されていない。
冬季に日本上空を覆っていたシベリア気団が北に退くと、長江付近で発達した暖かい気団の一部が離れて、上空のジェット気流に運ばれる方面から来る移動性高気圧となり、日本に接近する。移動性高気圧に覆われている間、晴れた日の朝に放射冷却で強く冷え込むことがあり、花冷えや寒の戻りという。時には遅霜が降りることがあり、育ち盛りの農作物に大きな被害をもたらす。移動性高気圧に覆われている間は穏やかに晴れるが、その西側には低気圧があるので、晴れは2-3日しか続かず、曇りや雨になることが多い。そして、西には次の高気圧が控えていて、天気は3-5日程度の周期で移り変わる。サクラが咲く時期には、低気圧が来ると、高層雲などで空一面が曇ることがよくあり、。低気圧に伴う前線の通過による降雨毎に、気温が上昇していく。また、菜の花が咲く（4月20日頃の穀雨前後）頃に、ぐずついた天気が数日続く（菜種梅雨）ことがあるが、明確にある年は少ない。
5月には、日本海や北日本を通過する低気圧が台風並に発達することがよくあり、全国的に強風が吹き荒れる、メイストームが起こる。このような嵐をもたらす低気圧は移動速度が速い。一方、5月はまだ冬の名残が残っているため、上空に寒気が入って大気が不安定になり、広範囲にわたり雷雲が発達し雷雨や雹になることがよくある。
中華人民共和国の黄土地帯や、タクラマカン砂漠、ゴビ砂漠の細かい砂塵が、冬季に乾燥し、春の低気圧がもたらす上昇気流や強風で上空5000メートルから1万メートルまで舞い上がった黄砂は、偏西風で運ばれて日本にも降下し、視程障害をもたらす。2月から5月にかけて観測されることがほとんどだが、西日本では7月から9月に観測されたこともある。日本に運ばれてくる黄砂は毎年100万トンにもなり、1平方キロメートルあたりでは1トンから5トンの黄砂が降下する。

### 梅雨

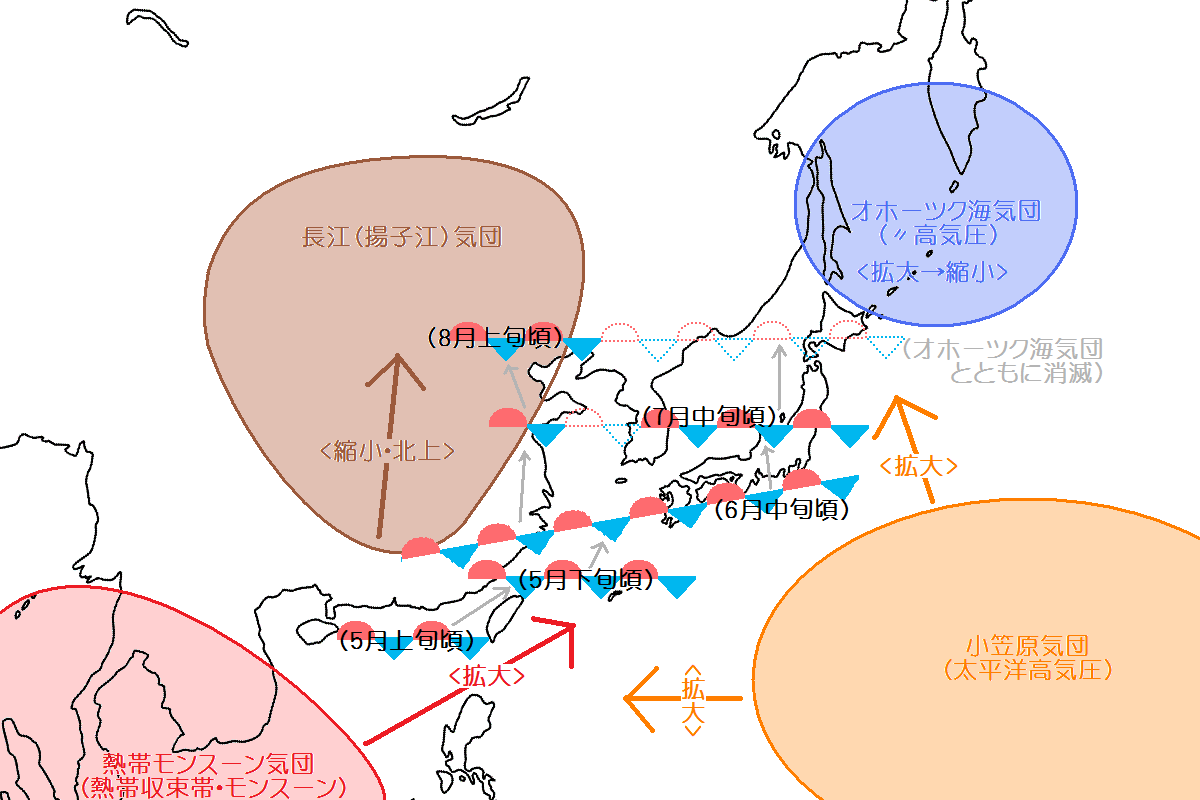
梅雨前線の北上と気団の様子

春から夏に移行する過程で雨季である梅雨が一部の地域にて見られる。梅雨前線の停滞により降水量が増加するうえ、日照時間が長くなる。
5月中旬から下旬にかけ、一時的にオホーツク海高気圧ができたり北高型の気圧配置になったりして冷たい気流が入り梅雨のようにぐずついた天候になる、梅雨のはしりという現象が発生することがある。梅雨前線は海洋性の暖かく湿った季節風が、大陸の高緯度側からの気団とぶつかり合って形成され、日本付近では小笠原気団とこの時期にできるオホーツク海気団の勢力が拮抗している。そのオホーツク海高気圧は、チベットやヒマラヤ山脈の間を流れているジェット気流が季節が進むともに北上し、チベットやヒマラヤ山脈にぶつかるため南北2本に分かれ、オホーツク海付近で合流したところに空気が集まるために下降気流が生まれ、高気圧が発達することにより生成される。沖縄では5月に早々と梅雨入りしているが、次第に北上した梅雨前線が6月上旬頃に日本南岸に停滞するようになると、本州などでも梅雨入りする。
小笠原気団とオホーツク海気団の間で梅雨は様々な表情を見せる。梅雨の前期は、オホーツク海気団の影響を強く受け、低温に小雨を伴うなどのぐずついた天気が長く続く陰性の梅雨になりやすい。東日本や北日本では陰性の梅雨になりやすく、北東気流が流れ込み、梅雨寒となるが、雨量は少ない。8月まで続いた陰性の梅雨が冷夏をもたらすことがまれにある。一方、梅雨の後期には小笠原気団の影響を強く受け、高温で晴れの日が比較的多く、降雨時には単位時間当たりの雨量が多い、陽性の梅雨になりやすい。西日本では陽性の梅雨になりやすく、大雨で雨量が多くなる。この他、雨が例年より少ない空梅雨になることもあるが、それは小笠原高気圧の勢力が強かったために例年より早く梅雨前線が北上し梅雨が明けたり、逆に小笠原高気圧の勢力が弱過ぎて梅雨前線が南に離れている期間が長かったりした場合に起こる。
梅雨の末期になると、小笠原高気圧の縁を回り込むように湿った気流が入りやすくなるため、梅雨前線が活発になり大雨となることが多くなる。オホーツク海高気圧は、ジェット気流がさらに北進することで勢力を弱め、小笠原高気圧の勢力が強まって梅雨前線を押し上げると梅雨明けとなる。梅雨前線が北上せず次第に弱まり消滅したり、梅雨明けしたと思われたあと逆戻りしたりすることもあり、梅雨明けの判断は難しいため気象庁が行う梅雨明けの発表は即日ではなく後から推移を見てなされる。なお、エルニーニョ現象の年は梅雨明けが遅い傾向にある。一方で、梅雨の前期から陽性の梅雨なら小笠原高気圧が強く、梅雨明けが早まりやすい傾向にある。ところで、立秋を過ぎると秋めいてくるので、夏になることを意味する梅雨明けは特定されず、本州の北端部に近付くほど、もともと梅雨明けが遅いのでこのような事態が起こりやすい。梅雨入りもはっきりしないと特定されないが、実際にそうなったのは、1963年の近畿地方と四国地方だけである。
なお、北海道では梅雨がないとされている。梅雨の期間での総降水量は、小笠原高気圧の縁を回り込むように流れてくる湿った気流の影響をやすい西日本の方が、東日本よりも多く、東京では梅雨のイメージは地雨である一方、鹿児島県では土砂降りである。また、西日本では土砂崩れや洪水が起こることがある。

### 夏

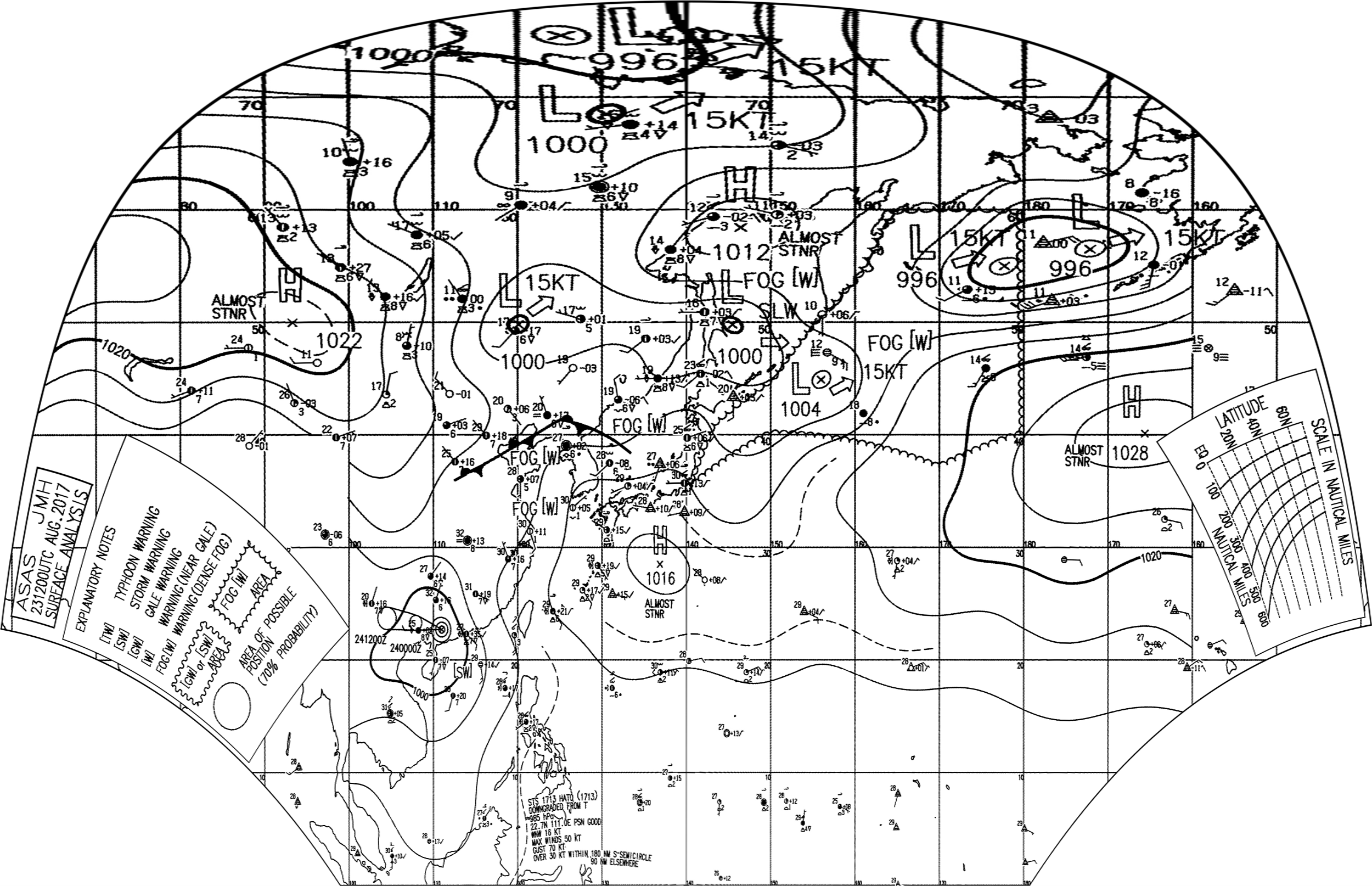
南高北低の気圧配置（2017年8月23日、気象庁）

梅雨明けと共に日本の真夏は始まる。大暑（7月23日頃）の頃には日本の大部分は梅雨明けし、本格的な夏の暑さを迎える。梅雨明けの直後は、梅雨明け十日といい、太平洋高気圧の勢力が強く気圧配置が安定しているので穏やかな晴天が続くことが多く、夕立も発生しにくいので、レジャーには最適だという意見もある。これは、梅雨前線を押し上げた小笠原高気圧の強い状態が、小笠原高気圧の活動の強弱の周期、つまり10日くらい続くためである。
日本列島に張り出してくる小笠原高気圧から暖かく湿った空気が日本列島に入り、気圧の差が小さく、等圧線の間隔が広いために風も弱いので非常に蒸し暑くなる。風が弱い上に湿度が高いため、体感温度は熱帯地方を上回るほどである。さらに、高い湿度が局地的に積乱雲を発生させ、雷を伴い激しく雨が降る夕立が起こりやすい。夏の強い日射で暖まった地上付近の湿った空気が強い上昇気流で上昇し雲となり、上空まで達する積乱雲を作るのである。このような夏の典型的な気圧配置を南高北低型という。高気圧が東シナ海や朝鮮半島にまで張り出し膨らんだ形になったり、副次的な高気圧ができたりすると、ほぼ無風になり、高気圧の勢力が強いので天気もしばらく崩れず、西日本を中心に猛暑が続くが、このような気圧配置を等圧線の形から鯨の尾型という。風が弱く日射が強ければ、昼間は海風、夜間は陸風という海陸風がはっきりと現れる地域が多い。8月7日前後の立秋の頃が最も暑くなる。一方、日本に暑い夏をもたらす気圧配置は年によっては崩れ、太平洋高気圧の勢力が弱いと、オホーツク海高気圧が北から張り出して長くとどまり、北海道や東北地方にやませと呼ばれる冷たい北東の風が吹き込む。そのような年には梅雨前線の北上が進まず、低温や日照不足により冷害が発生する。また、主に7月から9月には、台風が日本に接近することがある。詳しくは#台風を参照のこと。

### 秋雨
日本列島にとって秋は、その上を覆う主な大気が太平洋高気圧からシベリア高気圧に入れ替わる時期だが、9月前半はまだ夏の残暑で熱帯夜や真夏日になることもあり、これを残暑と呼ぶ。特に厳しく感じられるのは9月になり一旦は秋の涼しさを感じた後にぶり返す30 ℃を超える残暑であり、これが度々ある。小笠原高気圧が8月後半に次第に勢力を弱め南に退いた隙間に、大陸から冷涼な移動性高気圧が日本の北側にやってくるとき、移動性高気圧が北側へ偏って移動してくると、北の冷たい秋の高気圧と南の暖かい夏の高気圧がぶつかることで秋雨前線という前線（しばしば停滞前線になる）ができる。秋雨前線がもたらす秋（9月頃）の長雨を秋雨といい、東アジア各地で見られる梅雨とは異なり、日本固有の現象である。東日本では梅雨より秋雨の時期のほうが降水量が多く、大雨になりやすい。

### 秋

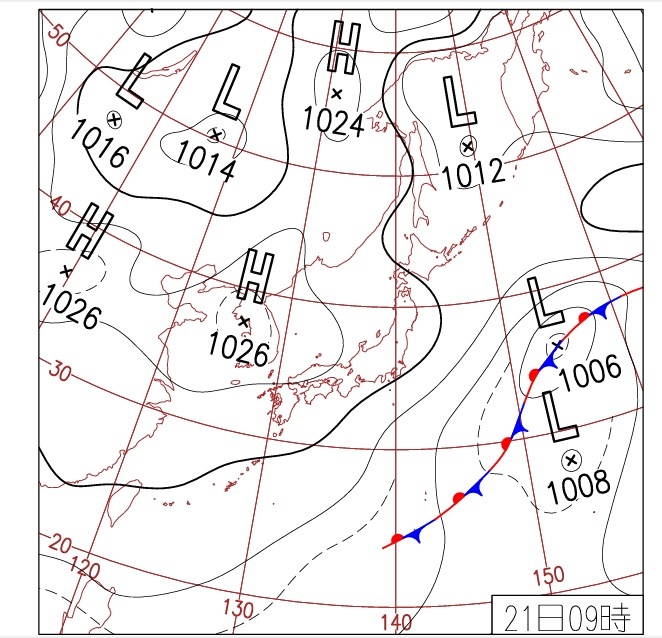
低気圧が去り、高気圧に覆われ始めた秋の気圧配置（2018年10月21日、気象庁）

初秋には移動性高気圧と低気圧が交互に到来するので秋晴れは2-3日しか続かないが、10月になると秋が深まってきて、太平洋高気圧がさらに後退すると、日本は中国大陸からの大きな移動性高気圧に覆われて晴れることが多くなる。秋が深まるにつれてだんだんと秋晴れの日が増えてきて、大陸で次から次へと生まれる移動性高気圧が東西に2つ以上連なった形をした帯状高気圧には目立った気圧の谷がないので、1週間以上続くような長期間の秋晴れをもたらす。移動性高気圧は低温で乾燥した空気を運んでくる上、直前に通過した低気圧が大気中の塵を払っているので、澄み渡った爽やかな秋晴れとなる。
晩秋になると、冷たいシベリア高気圧の一部がちぎれて移動性となり、北から南下するようにやってくるために、移動性高気圧により晴れてはいるが空気が冷え渡る日もあるなど、秋が深まり冬に近づくにつれ、冷たい移動性高気圧が増えていく。その秋一番（関東や関西では立冬（11月7日頃）のころ）に吹く木枯らしを木枯らし1号といい、春一番と同様、宣言される基準が決まっており、その発表は季節が秋から冬へと向かい始めたことを象徴する。ただし、関東地方では10月半ばから11月末まで、近畿地方では10月23日ごろの霜降から12月21日ごろの冬至までと決められた期間内に基準を満たせなかった場合は発表はなく、東京では発表がなかった年が1951年以降2018年までに5回ある。日本を通過した低気圧が東の海上で発達し、シベリア高気圧の一部がちぎれるようにして移動性高気圧となったものが日本付近に移動してきたとき、一時的に西高東低の冬型の気圧配置になり、木枯らしが吹くが、多くの場合、その後すぐに移動性高気圧に覆われ穏やかな秋晴れに戻る。このようなパターンは晩秋から何回か繰り返され、低気圧の通過時に寒冷前線も通過し気温が下がるので、徐々に真冬の気温になっていく。その木枯らしと関係が深いのが、秋の終わりに降ることがある冷たいにわか雨である時雨で、日本海側を吹き渡る寒気が暖流で下から暖められ積雲となり、太平洋側に移動する過程で断続的に上陸してきては日本海側、京都盆地や福島県、岐阜県、長野県などの山沿いに降雨をもたらす。また、このような低気圧と高気圧の関係と気温の低下は高層の気圧の谷と深く関係し、気圧の谷の東側に地上の低気圧、西側に移動性高気圧が発達するので、低気圧通過に伴い上空の気圧の谷の寒気も南下する。
そして、木枯らしが吹き始めた11-12月上旬の晩秋から初冬にかけて、東北以南では、日向で過ごすと春のようにポカポカした陽気になることがあり、小春日和という。西高東低の気圧配置であっても、等圧線の間隔が広くなり冬型のゆるみが生じている場合があり、このようなときに、風が弱く体感温度が高まることや、季節風が弱まると寒気が入ってこないので日中は日射により昇温しやすいことから、小春日和が感じられることがある。移動性高気圧にはシベリア高気圧がちぎれて南下してきたもののほか、長江方面で生まれ西から東へ移動してきたものもあり、伴う空気の温度が異なるが、長江方面から暖かい移動性高気圧が来ると特に目立った小春日和になり、シベリア方面からの冷たい移動性高気圧なら、夜間の放射冷却による冷え込みが重なり霜が降りたり結氷したりしやすいが、日中は気温が上がり小春日和となることもある。

### 冬

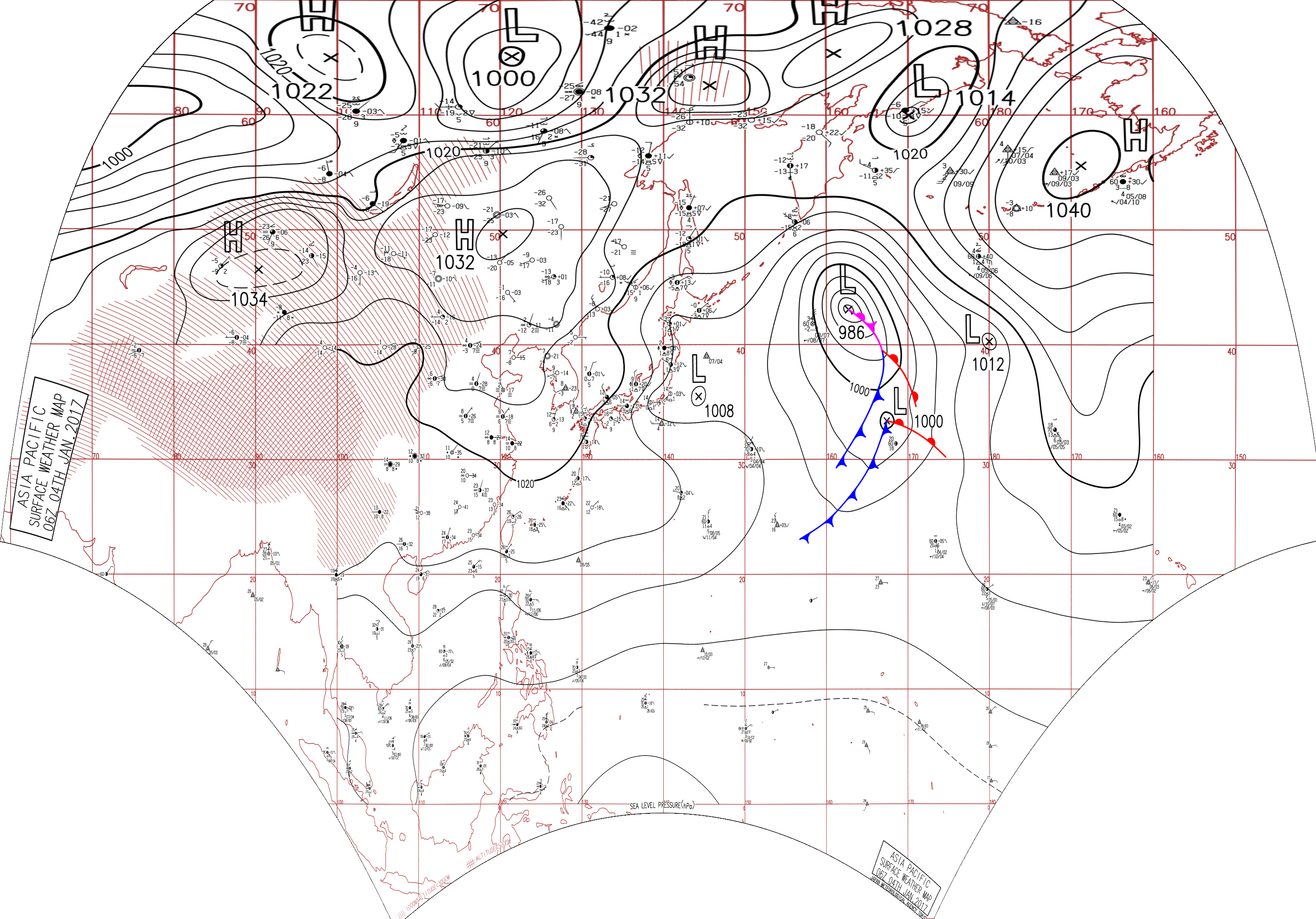
西高東低の気圧配置。（2017年1月4日、気象庁）

日本の冬は同じような天気が続くことが特徴で、気温は全国的に低くなるが、冬本番にも小春日和と同様なぽかぽかとした日和になることがある。日本の冬は、西に冷たいシベリア高気圧、東に低気圧があり、日本付近を南北に等圧線が狭い間隔で走る西高東低型が代表的な気圧配置である。シベリアで冬に-50 ℃程度まで冷え込むと、冷たく重いシベリア気団ができ、シベリア高気圧を形作るが、シベリアの南方にあるチベット高原が寒気の流出を抑えるため、日本へさらに強い季節風が流れ出るのである。冷たく乾いた季節風は、日本海を流れる暖流の対馬海流の上を渡る時に海面から豊富に水蒸気が補給され、暖流で下から暖められて大気が不安定となり、積雲を発達させる。日本海を渡るにつれて発達していく積雲や積乱雲の列が気象衛星による画像で筋状に見えるのは、上昇気流が生じていて雲があるところと上昇した気流が下降し雲がないところが交互に並ぶためで、これらの雲が雪雲となる。雪の多い地域の積雪は2月18日頃の雨水の頃にピークを迎える。特に、猛烈に発達した低気圧が現れると、北日本では暴風雪や大雪となり、全国的にも暴風が吹き荒れることがある。雪雲がぶつかる高山や山沿いで、特に雪が多くなる。日本海側に雪を降らせる雪雲は、本州の中央に立ち並ぶ脊梁山脈に遮られ、一部の例外を除いて太平洋側には来ない上、雪を降らせ山を越えた季節風は乾燥しているために、日本海側とは逆に太平洋側では乾燥した晴天となり、冷たい北西の風が山を越えるときにフェーン現象で暖められると、太平洋側では冬とは思えない穏やかな晴天になる。ただし、太平洋側でも脊梁山脈の標高が低い地域では降雪があり、東海道新幹線沿線でも関ケ原町では降雪が多い。東京でも、太平洋側での温帯低気圧の移動の影響で、雪が降ることもある。
日本で寒波に襲われているといえるかどうかの目安としては、500ヘクトパスカル高層天気図に現れる上空約5000メートルの気温で、-35 ℃や-40 ℃の寒気が日本上空にかかっているかどうか挙げられ、そのような場合は日本海側では里雪型の大雪となる。上空でゆっくりと東へ動く、寒気を伴った気圧の谷が日本にかかると、上空の寒気が来て、寒波をもたらし、特に上空の寒気を伴った気圧の谷の一部がちぎれ、孤立している場合は寒冷渦といい、停滞しやすいために大寒波をもたらしやすい。一方、太平洋側での降雪のパターンとして、東シナ海で発生した低気圧が発達しながら日本の南岸をかすめ東進していくもので、このような低気圧を南岸低気圧といい、雪をもたらすのは、温帯低気圧の南側では南寄りの風が吹き暖気を呼び込んでいるが、北側では主に北寄りの風が寒気を呼び込んでいるため。南岸低気圧が八丈島の南を通ると雪になる可能性があるが、あまり南では降水領域から外れてしまうし、八丈島の北を通れば暖気を呼び込むために気温が上がり雨となってしまい、地上付近の気温が3℃より高ければ雪は落ちてくる途中で溶けてしまう、また相対湿度が高ければ空気中への昇華熱が少なくなるため3℃を下回っていても雨となる場合がある（逆のケースもある）など、南岸低気圧の進路も気温も微妙なところで雨と雪に分かれるのでどちらになるか予測するのはかなり難しいが、条件が揃えば4月になってからでも南岸低気圧による春の雪が降ることもあり、予報が外れることも多く見受けられる。
初冬には晩秋と同じように、日本海側などに時雨が降る。12月や1月は日本海側で降雪が多く、太平洋側は晴天が多くなるが、2月になると、日本の南岸に低気圧や前線が次々に現れ、太平洋側や南西諸島では降水量がやや増えてきて、1月でも季節風が東シナ海を渡ってくるために九州西部や南西諸島では降水量が増える。1月は大陸からの冷たい季節風が強まり、日本の大部分は最寒月を迎える。1月20日頃の大寒の頃に、1年の最低気温が観測されることが多い。

## 地域別の特徴
以下に、関口武の気候区分 による気候区別の気候の特徴を記す。

### 東日本型
太平洋側の気候の特徴は、太平洋から吹く 南東の季節風により、夏には雨が多く、冬には雨が少ないことである。日本海側に大雪をもたらした冬の季節風は、脊梁山脈を越えると乾燥した風になり、太平洋側に快晴をもたらすのである。なお、冬は南岸低気圧の接近によって雪が降ることがある。

#### 東部北海道型
北海道全体についていえることは、便宜的にこのセクションに記述する。
北海道には、梅雨がなく、降水量が少なく、夏も涼しく、冬の寒さの厳しいことが特徴とされる。ケッペンの気候区分では主に冷帯に属する。北海道の冬の平均気温は0 ℃未満となる。北海道の平均気温は、周囲の海水温が低いことも影響し、南仏などのほぼ同緯度の大陸西岸より低い。釧路市では、年間の最高気温が0 ℃未満となる日数は1981年から2010年までの平年値で44.7日、冬日の平均日数は同じ平年値で150.2日にのぼる一方、真夏日の平均日数は同じ平年値で0.1日である。一方で、北海道の内陸部では夏には気温が30 ℃を超えることがよくあり、日本国内で最も年較差が大きい。北海道は、ケッペンの気候区分では大半が冷帯湿潤気候(Dfb)に分類されるものの、この地域には冷帯冬季少雨気候(Dwb)もみられ、日高山脈や夕張山地にDfc、大雪山頂上にはツンドラ気候が分布する。雪は少ないが、夏の湿った季節風が親潮に冷やされて発生する海霧により、夏は晴れにくいため気温が上がらず、冬は特に十勝総合振興局管内 で厳しい寒さが続く。ただし、内陸部は霧の影響を受けにくく、帯広市の平均真夏日日数10.5日は北海道の気象官署で最多。降水量は少ないが、9月には多くなる。

#### 三陸・常磐型

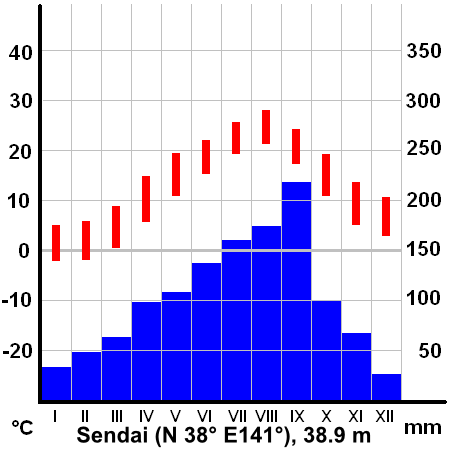
仙台の雨温図

春は、4月末には移動性高気圧に覆われるようになり、1年で日照時間が最多となる。春から夏にかけては、オホーツク海高気圧の張り出しにより東よりのやませが吹き、何日も続くと冷害をもたらす。残暑は短く、秋には秋雨前線が南下し台風の接近が多くなる。9月には降水量が1年で最多となり、秋でも晴れると霜が降りることがある。冬は、南部で積雪が長期間続くことはまれである。宮城県では冬も寒さが東北地方の割には厳しくない。

#### 東海・関東型

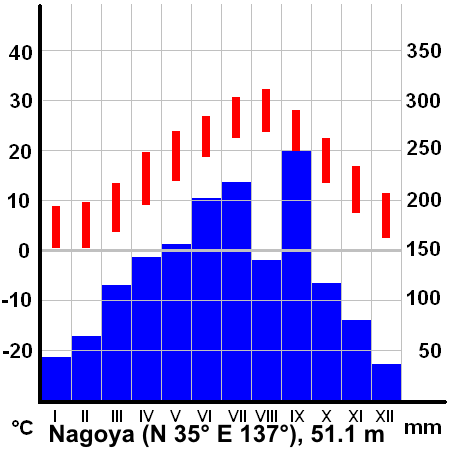
名古屋市の雨温図

関東地方では、夏にはヒートアイランド現象による気温の上昇が顕著である。また、埼玉県東部では秩父山地を越えた西風が吹き下ろすフェーン現象もあいまって最高気温が上昇しやすい。これにより、2007年には熊谷市で当時の国内最高気温記録を更新する40.9 ℃が記録された。同地では、2018年に、41.1 ℃が記録され、国内最高気温記録を更新した。両地方とも、秋に降水量が多い。北東気流は三陸沖を渡るとき、水蒸気を補給されながら関東地方に吹き付けてくるため、他の地方は晴れであるにもかかわらず関東地方だけぐずついた天気になることもある。南岸低気圧による降雪の際は、南岸低気圧がオホーツク海から冷たく湿った北東気流が流れ込んで雪をもたらすが、低気圧が通過する間の短時間しか北東気流は流れ込まないので、雪は1日でやみ、天気が早く回復することがほとんど。また、冬の関東地方に吹く、冷たく乾燥した風を空っ風という。さらに、関東地方では大陸からの黄砂がやってくると、関東ローム層から巻き上げられた粉塵と混じり合い、空が一層濃い黄褐色になる　
また、愛知県尾張地方では、関ケ原町付近を越えてくる季節風により、降雪が多くなる。夏には、岐阜県美濃地方で高温になることがあり、多治見市ではフェーン現象により2007年8月16日に日本における当時の最高気温記録を更新する40.9 ℃が記録された。

#### 中央高原型

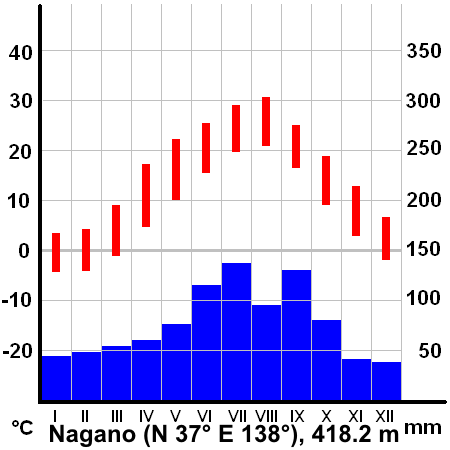
長野市の雨温図

全域において降水量は少なく、年較差は大きい。長野市での年較差は、北海道内陸部に次いで大きい。年間の降水量は、山梨県の盆地で約1000 mm。長野県の千曲川沿いでは特に雨が少なく、1000 mmを下回る。これは道東に次ぐ少なさである。このように雨が少ないのは、周囲を山脈に囲まれていて台風、低気圧、前線などの影響を受けにくいからであり、日照時間も長い。また、年較差や日較差が大きいのは、海の影響を受けにくいからである。
夏は暑くなるが、湿度が低い上、夜になると涼しくなり、熱帯夜になることはほとんどない。冬の最低気温は、長野県中部の盆地では-15 ℃以下になることもあり、標高1000メートル以上の高原では最も寒い2月上旬の最低気温の平均は-14 ℃から-10 ℃と、北海道並みの低さになっている。冬の天気は、長野県北部では季節風の影響により雪の日が多いが、長野県中部・南部の平地では晴れの日が多く、南岸低気圧による雪となることもある。山梨県は、西部や北部の山間部を除いて冬型の気圧配置による雪は稀で、南岸低気圧による雪が多い。

### 南海型
近畿地方太平洋岸 や南四国 では、秋雨ではなく梅雨の時期の降水量が1年で最多であるのが、東海地方以北の太平洋側とは違う特徴である。三重県の尾鷲市から大台ヶ原山系にかけての一帯は、日本国内でもかなり降水量が多く、尾鷲市の降水量は、年間約4000 mmに達する。高知県東部の魚梁瀬地方も、年間4000 mmという、やはり日本でも有数の降水量が多い地域である。そこまでいかなくとも、南四国は秋の降水量が日本で特に多い地域の1つである。そして、高知県の豊後水道に面した地域などでは、雪が多い。そして、足摺岬や室戸岬などの岬などでは、年中風が強い。伊豆諸島は、国内有数の強風地帯で、黒潮の影響で温暖多雨の海洋性気候となっていて、降雪はほぼない。九州地方南部は台風の襲来が多い。熱雷により、1971年から2000年までの平年値では宮崎市が6月から9月までの雷日数が17.9日と日本最多である。
　
高知県四万十市の江川崎では、北西の風によるフェーン現象に海風の入りづらさが加わるため夏の暑さが厳しく、2013年には当時の日本国内での観測史上最高気温である41.0 ℃を記録した。また、伊豆半島では黒潮の影響により温暖、和歌山県でも年較差が小さく、温暖である。石廊崎付近、和歌山県沿岸部、高知県の半島部
、島原半島南端、宮崎県南東部、鹿児島県沿岸部 には無霜地帯がみられる。

### 九州型

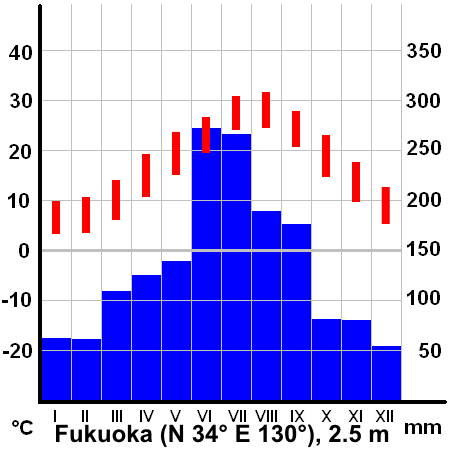
福岡市の雨温図

梅雨の降水量は秋雨のときより多く、これは南四国や近畿地方太平洋側と同じである。福岡市のように日本海や対馬海峡に面した地域の気候は、冬は降水量が少ない点では太平洋側気候に近いが、雲量が多い点では日本海側気候に近いという特性がある。

### 日本海型
日本海側の気候の特徴は、北西の季節風により、冬に雨や雪が多いことである。冬の日本海側で降る雪のパターンとしては、季節風が脊梁山脈に当たって初めて大雪を降らせる雪雲となるために山沿いで大雪となる山雪と、海上ですでに大雪をもたらす雪雲となるために平野部でも大雪となる里雪がある。世界有数の豪雪地帯である。また、本州の日本海側が世界有数の豪雪地帯である理由は、冬の季節風が冷たいのに対し日本海が温かいため、空気中に水蒸気と熱が供給されるため。

#### オホーツク型
この地域で見られるDfb以外のケッペンの気候区分の気候区には、知床の山間部にあるDfcが挙げられる。この地域には、冬の約3カ月間、流氷が接岸する。年によっては、根室海峡などを通過して釧路市沖、さらに襟裳岬を越えて日高振興局管内の沿岸に達したり、礼文島や利尻島に流れ着いたりすることもある。アムール川から流れ込む水は、海水よりも塩分濃度が低い分だけ密度の低いため、海水面付近に塩分濃度の低い層を作る。ここで冷気によって海面が冷やされた場合、塩分濃度の低くて軽い水の層の下にある海水とは対流が起こりにくいため、海面付近の海水温が急落して流氷ができる。そして、塩分濃度の低い水にシベリアからの冷たい季節風が吹き込むことで海水が凍結しやすくなり、オホーツク海では他の結氷海域よりかなり低緯度で流氷が発生する。結氷すると、小さな高気圧が発生しやすくなったり、海から蒸発する水蒸気が減って雲ができにくくなったりして晴れると、放射冷却が起きて低温になる。夏・冬ともに乾燥した季節風が吹き込むため、降水量は少なくなっている。ただし、数年に1回程度の頻度で、地吹雪に襲われることがある。

#### 東北・北海道型

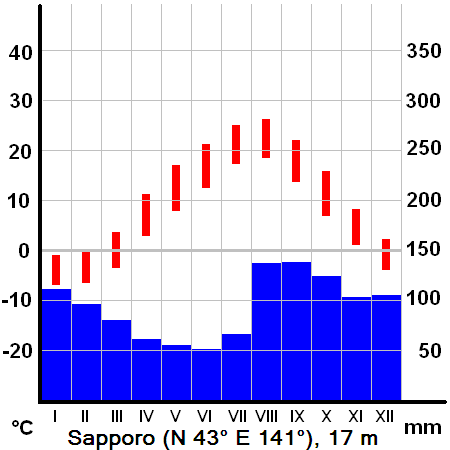
札幌の雨温図

北海道でこの気候区に属する地域において、Dfb以外にみられるケッペンの気候区分の気候区として、札幌市内のDfa、松前半島から渡島半島にかけての沿岸部の温帯湿潤気候(Cfa)、室蘭市やえりも町、奥尻島、道南の沿岸部の西岸海洋性気候(Cfb)、積丹半島先端部の地中海性気候、むかわ町付近の亜寒帯冬季少雨気候(Dwb)が挙げられる。寒さは、盆地にある上川総合振興局 などで特に厳しい。旭川市では、1902年に-41.0 ℃を記録しており、これは日本での観測史上最低気温である。一方、北海道西部の夏は高温・晴天が続く。北海道西部の太平洋側は雪が少なく、対馬海流の影響を受けて温暖である。東北地方日本海側の夏は、秋田県北部の一部を除いて やませが奥羽山脈に遮られるため、晴天が続き、太平洋側より高温になり、フェーン現象により気温が高くなることがある。フェーン現象により、山形市では1933年に40.8 ℃を記録し、2007年まで、日本の北部に位置しながらにして日本における最高気温の記録を保持していた。また、東北地方日本海側の山形県村山地方では、北部を除いて降雪量・降水量は少ない。
北海道日本海側では冬に風雪が激しく、幌加内町では年間に平均1348 cm（センチメートル）もの雪が降り、札幌でも597 cmの雪が降る。オホーツク海沿岸の流氷は、北海道日本海側の雪の降り方にも影響することがある。北西の季節風と八甲田山を迂回する南西の風により上昇気流が発生するので、青森市の年間の降雪量は日本全国の気象官署で最も多い。また、カナダのメディア「The Richest」は、青森市が年間312インチ (790 cm)の雪が降る世界第1位の豪雪都市であり、札幌市は年間191インチ (490 cm)の雪が降る世界第2位の豪雪都市であり、秋田市も年間108インチ (270 cm)の雪が降る世界第8位の豪雪都市であると報じた。また、東北地方日本海側では、春先には黄砂による赤い雪が降ることがある。

#### 北陸・山陰型
北陸地方では冬に雷が多く、これは冬の季節風が暖流によって温められることにより、大気が不安定となることで積乱雲ができやすくなるためである。金沢市は、年間の雷の観測日数が1981年から2010年までの平年値で42.4日 と日本で最多である。また、北陸では春先に赤い雪が降ることは東北地方日本海側と同じ。石川県能登地方は冬の積雪が比較的少ない。一方、新潟県では特に降雪量が多く、1月から3月までの降雪量は降水量換算で十日町では1000 mm、上越市や長岡市でも700 mmから900 mmに達する。カナダのメディア「The Richest」は、富山市が年間143インチ (360 cm)の雪が降る世界第3位の豪雪都市だと報じた。また、富山湾では毎年十数回蜃気楼が見られる。この発生理由を、富山湾に流れ込む雪解け水により海面に冷気層ができるためとする文献もある が、富山大学の研究によれば、富山湾の海水温は周辺のそれより特に低いわけではなく、蜃気楼発生の理由として不充分であるとされた。
兵庫県北部では、フェーン現象によりときには最高気温が37 ℃以上になることも珍しくない。京都府芦生地方や滋賀県湖西地方北部、同県湖北地方には、豪雪地帯がある。冬の雪は、島根県では西部より東部に多く、強い寒気団が朝鮮半島を通過する際に季節風が分流され、それが日本海で合流し雪雲となって平野部に達する（日本海寒帯気団収束帯）ために大雪となることがある。なお、山陰地方では冬の雪や曇りの日の多さは北陸地方ほどには多くない。また、山陽とは気温に1 ℃から2 ℃の差が見られる。年降水量は、山陰の中国山地沿いで多い。

### 瀬戸内型

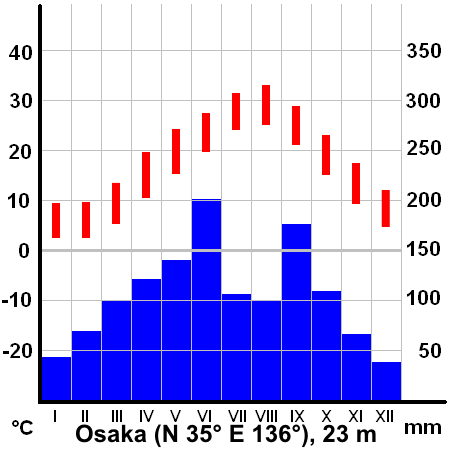
大阪市の雨温図

1年中降水量が少ないのは中央高地型と同じだが、こちらは冬でも比較的温暖であり、香川県荘内半島には無霜地帯がある。降水量が少ないのは、夏・冬ともに季節風によって運ばれてくる海からの湿った空気が山脈にぶつかって上昇した際に降雨や降雪によって水分を減らし、比較的乾燥した空気が山脈から流れ下ってくるためで、降水量は1000 mmから1400 mm程度と、太平洋側・日本海側のいずれと比べてもはるかに少ない。しかし、瀬戸内海では3月から6月にかけて移流霧と呼ばれる霧の発生が多くなる。そもそも、冬から夏にかけて、海水温は気温より遅れて上昇するので、暖かく湿った空気が冷たい海水により冷やされることに加え、陸地に囲まれていて湿気が溜まりやすいという条件も重なり、気温が水温より高い時期に霧が発生しやすいのである。また、沿岸部では海風・陸風の交代による凪が現れやすく「瀬戸の夕凪」と呼ばれている。盛夏期の夕凪による無風は、耐え難いほどの蒸し暑さの原因にもなっている。一方で、奈良県の大和盆地や大和高原は内陸性気候で、日較差や年較差が大きい。　

### その他（南西諸島・小笠原諸島）

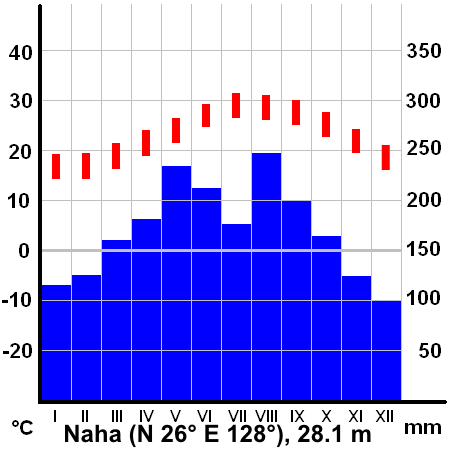
那覇市の雨温図

気温は冬でも15 ℃以上を保っている。このため、両地域とも亜熱帯気候だとされる。台風の接近数の平年値が、沖縄地方では年間7.7個、小笠原諸島では年間5.4個、奄美地方では年間4.3個にのぼる。

#### 南西諸島型
多湿な気候である。初春には、東シナ海低気圧が急速に発達しながら沖縄付近を通過することがあり、現地ではニングヮチ・カジマーイ（二月風廻り）と呼ばれる。本州より約1カ月早く、5月には梅雨入りし、6月下旬には梅雨明けとなる。夏は、四方を海に囲まれていて、湿った海風が吹き込むことにより空気が冷やされるためや、ヒートアイランド現象による気温の上昇が少ないため、気温が35 ℃を越えることはほとんどない。また、最暖月は7月である。一方で、熱帯夜、真夏日日数の平年値は日本で最多。8月から9月にかけては、台風の接近数が多くなる。沖縄地方は、8月から9月は台風が転向しやすい太平洋高気圧の縁に位置し、最盛期に通過することが多いので、数日間にわたり影響を受けることがある。10月頃、秋雨前線が九州の南方へ後退すると、北東から冬の季節風が吹き始め、これをミーニシ（新しい北風）という。冬は、季節風が東シナ海を通るときに湿気を多く含むので、曇りや雨の日が多くなる。雪・霙が降ったのは、1977年の久米島、2016年の久米島と名護市（いずれも霙）のみである。また、尖閣諸島、石垣島 などは、熱帯雨林気候となっている。

#### 父島型
梅雨は存在しない。これは、梅雨前線は小笠原諸島の北に現れることが多いためで、降水量は父島では5月と11月に多い。気象庁で小笠原諸島の梅雨入り・梅雨明けの発表をしないのは、日照が少なくなり、多雨となる期間が、他の地域の約6週間に対し、小笠原諸島では5月半ばから6月初めにかけての2、3週間と短く、そのうえ太平洋高気圧の動向により、ほとんど現れない年もあるためであると説明されている。南西諸島より年較差は小さく、より海洋性気候の特色が強い。また、父島では冬から春には前線の影響で強風となることがある。

## 気候史と将来の気候

### 最終氷期より前
中生代ジュラ紀後期から白亜紀初期にかけての日本の植物群は、外帯、つまり太平洋側で乾燥気候を好む、内帯、すなわち日本海側で湿潤気候を好むものが分布していたが、白亜紀中期になるとはっきりしなくなった。北海道や北部九州などの植物化石の全緑葉率による推定では、新生代になり、始新世中期には北部九州や本州西部の平均気温は21 ℃前後、北海道においてすら17 ℃ないし18 ℃ほどに達していたが、その後漸新世の中盤には北海道の平均気温は約7 ℃、本州西部と北部九州でも急速に寒冷化し、年較差も増大した。ただし、この間の漸新世初期の化石には厚質の常緑葉が含まれたものが多くあるので、この時期には短期的な温暖化がみられた可能性があるし、同世後期には全緑葉率による推定から西日本においてやはり温暖化があったとみられている。そうとはいえ、新第三紀に入った中新世の最初期には本州でも平均気温は8 ℃ほどにとどまっており、中新世初期の終わりにはいったん本州の平均気温が16 ℃ほどまで上昇し、南北の平均気温の差も最大となったが、その後は気温の変動が若干あったものの、寒冷化が再開し、鮮新世の終わりに至った。そして第四紀が幕を開け、更新世が始まったが、寒冷化は続き、更新世前期には一層寒さが厳しくなったことが、大阪層群、すなわち京都市から大阪市を経て神戸市に至る丘陵地の地層の化石から分かる
。ところが、更新世中期には北海道にもスギやブナが自生するほど温暖な気候となり、それでいてリス氷期には氷河が日高山脈などに発達した。

### 最終氷期
日本での最終氷期の開始時期は、12万年前（1986年基準）ころだと考えられており、これはスギ属の花粉が南東北以南の低地で増加する時期に基づいたものである。気温はおおむね1975年時点より8 ℃低かった。具体的には2015年時点の秋田県南部と当時の九州南端がほぼ同じ気候だったことが、タブノキの分布北限からわかる。最終氷期の前半の木曽山脈の氷河をもとにした亜氷期には約5万年前を中心とする中御所谷1期と約4万年前（いずれも1983年基準）を中心とする中御所谷2期とがあり、スギ属の化石が連続して出現することからこの時期の気候は湿潤だったと考えられている。この2つの亜氷期の間には花粉の変化がこれらの国よりも大きかったことからギリシアやフランスよりも顕著だと考えられている、南東北以南の低地でブナ属・コナラ亜属の花粉がスギ属のそれと同じように多く出現することに特徴づけられる亜間氷期がみられたが、ブナ属は積雪に適応した属であることから積雪量は多かったとみられ、亜間氷期は4.1万年前（1986年基準）には不安定となり、その後3.3万年前（同）には乾燥・低温が顕著になって次の亜氷期に突入したことが、スギの分布の縮小から判明している。そして最終氷期最盛期に入るわけだが、日本におけるその時期は、福井県の三方湖において、ツガ属・トウヒ属・五葉マツ亜属の花粉が増加した2.3万年前から2.0万年前の間、もしくはやはりツガ属の花粉が急増し、スギ属の花粉がほぼなくなった1.8万年前から1.7万年前（いずれも1982年基準）の間が該当すると考えられており、暖温帯の植物であるアカガシ亜属やエノキ属、ムクノキ属の花粉が増加した1.9万年前（同）前後は比較的温暖であったと思われる。なお、最終氷期最盛期により森林帯の変化が顕著に見られるのは、関東以南の低地では2.1万年前（1986年基準）であるが、北海道などではおよそ2.5万年前からである。最終氷期最盛期が終わり、気候は温暖化したことが、ツガ属の花粉が減少したことから分かるが、ブナ属の花粉の増加状況から、冬の積雪量が本格的に増大したのは1.2万年前（1982年基準）以降だったと考えられている。このように、同じ森林帯でも、種の割合が乾湿により変わったので、最終氷期の日本の気候は、乾湿の変化が寒暖の変化より大きかったといえる。なお、北海道から山陰にかけての広い範囲で積雪があったことから 最終氷期当時も北西の季節風はあったとみられ、周氷河地形から読み取れる気候区分も、北海道北部に日本海側の気候がなかった以外はほぼ現在と同様とみられる。その後、11000年前から10720年前（2015年基準）まで氷期の状態に逆戻りしたヤンガードライアスは、日本でもあったことが知られている。このころには房総半島沖の太平洋の海水温も、有孔虫殻の酸素の同位体比から、2004年時点より5 ℃から9 ℃低かったと考えられている。　

### ヒプシサーマル
日本の年平均気温は、ヒプシサーマルの時期、2015年時点より2 ℃ほど高かったとみられ、海面も上昇した（縄文海進）。有孔虫の酸素の同位体比からの推定では、房総沖の太平洋、日本海とも、9500年ほど前には高温になり、9000年ほど前（いずれも2004年基準）には低温になった。スギ属、ツバキ属、シキミ属の花粉が増加していることから、8500から8000年前（1982年基準）には本格的な湿潤気候となり、気候も海洋性になったと分かり、この原因は海面上昇により、対馬海流が容易に日本海に進入できるようになったことである。房総沖の太平洋の海水温は6000年前から5000年前（いずれも2004年基準）にかけて高くなり、日本海の海水温は6500年前（同）以降高くなったことが、有孔虫の酸素の同位体比から判明している。

### ヒプシサーマルより後、中世温暖期の前まで
ネオグラシエーションにより、紀元前3500年から紀元前3000年頃まで冷涼・湿潤な気候となった。また、風成砂丘の形成からも、紀元前3千年紀初頭の寒冷化が確認できる。湿潤な気候であったことは、スギが平野に生息していたことから分かる。その後、約3000年前（2008年時点）に寒冷化があったことが、砂丘におけるクロスナ層の形成から判明しているほか、同じ根拠で、約4000年前（同）にも寒冷な時期があった可能性がある。また、屋久杉の年輪の炭素の同位体比から、その後、1世紀には温暖化が始まり、4世紀から5世紀初頭、6世紀初頭からの約100年は温暖で、5世紀初頭より後、6世紀初めまでと、7世紀初めから奈良時代初期までは寒冷だったと判明している。同じ根拠で、6世紀初めからの温暖期は中世温暖期と同等の高温となり、5世紀初期からの寒冷期は弥生時代の終わりと同等の低温で、7世紀初めからの寒冷期は古代日本で最大のものだったが、のちの小氷期には及ばなかったことも分かっている。

### 中世温暖期
8世紀半ばにはヨーロッパにおける中世温暖期と時を同じくして12世紀あるいは13世紀まで続く温暖化が始まったことが、屋久杉の炭素の同位体比から分かっており、旱魃も増えた。風水害もやや増えたが、屋久杉の炭素の同位体比から、9世紀はじめには寒冷化が短いながらもあったことが判明している。桜の開花時期や降水・降雪などの記録から、京都の冬の気温は、12世紀には2016年時点より高かったかもしれず、13世紀または15世紀に中世温暖期が終了したと考えられている。一方、別の研究では、820年ごろに平均海水温が高く、990年ごろには海水温が低かったことが海岸の堆積岩のコアに含まれるアルケノンの量から分かるため、西日本には中世温暖期は確認できないとしている。

### 小氷期
京都の冬季の気温は、降水日率が多いほど低温となる傾向を利用した推定では、11世紀から16世紀にかけて徐々に低下しているとみられる一方、1360年代まで夏季の気温は上昇を続け、その後16世紀にかけて低下した。ちょうど小氷期に重なる1440年から1730年ごろに、西日本の低温は顕著だったことが、海岸の堆積岩のコアから。一方、諏訪湖の御神渡りの記録からは、16世紀初めの大幅な寒冷化が推測される。一方、同じ記録からは15世紀から17世紀は気温の変動が大きく、18世紀から19世紀には気温の変動が小さかったことが分かる。そして、江戸時代の藩日記の記録から、19世紀前半には顕著な寒冷化がみられ、現在の東京都八王子市の農家の天気記録から、1780年代や1830年代には夏の気温も低かったことが判明している。日本におけるこの小氷期の終了時期は、江戸幕府の天文方やオランダ人による気象観測の結果から存在が判明している1840年代から1850年代にかけて近年（2013年基準）とほぼ同じ気温となった温暖期に位置づけられるだろう。

### 小氷期終了後の気候変動

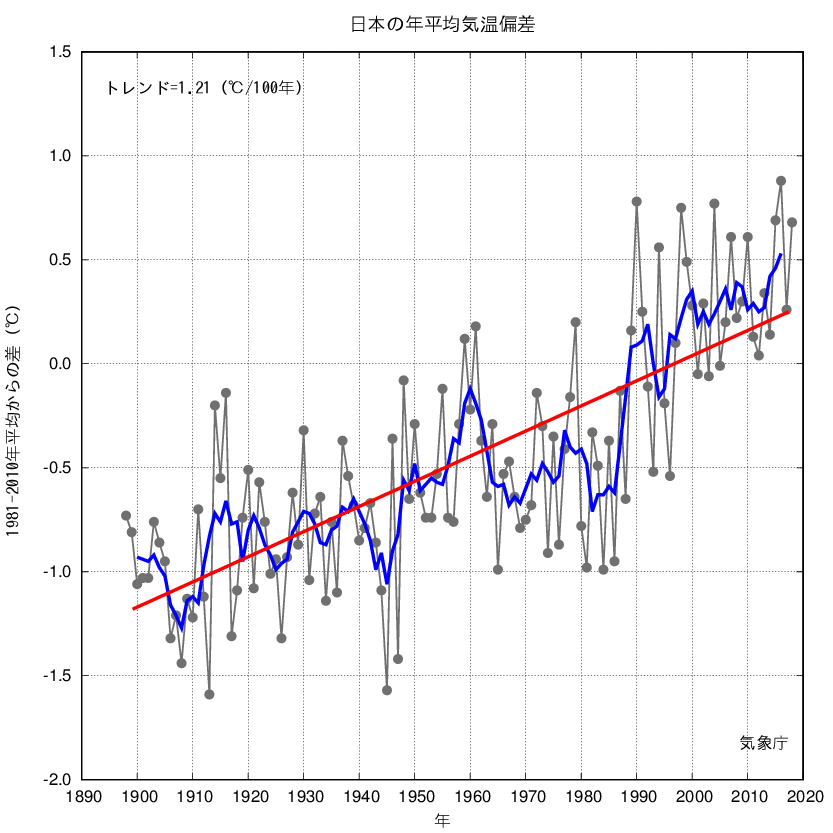
日本の平均気温（1981年-2010年平年値からの偏差、気象庁ホームページより）

日本での気温の上昇傾向について、地域環境研究センター大気環境モデリング研究室主任研究員の永島達也は、全地球規模の地球温暖化の他に、都市のヒートアイランド現象、大気の数十年規模の変動など、様々な要素が組み合わさり起こっているものであるとしている。

#### 気温
日本は温暖化による気温の上昇率が大きい北半球の中緯度にあるため、世界平均よりも大きく気温が上昇している。日本の平均気温は、長期的には100年当たり約1.21 ℃上昇している。この値は、1898年以降観測を継続している、都市化の影響が少ない地点を特定の地域に偏らないように選定した15カ所のデータを用いたものである。季節ごとでは、春が100年あたり1.47 ℃、夏は同1.11 ℃、秋は同1.20 ℃、冬は同1.13 ℃ それぞれ上昇している。また、年平均、1月、8月のいずれでも、日最高気温より日最低気温のほうが大きく上昇している。1940年代までは比較的低温の期間であったが、その後上がり始め、1960年頃に高温となり、その後1980年代半ばまではやや低温となり、1980 代後半から急速に気温が上昇し、1990年代以降に、顕著な高温を記録した年が集中している。
また、日本の平均気温を求めるのに使っている15カ所の平均では、1931年から2012年までの間に、それぞれ10年あたりで、猛暑日は0.2日、熱帯夜は1.4日増加している一方、冬日は2.2日減少している。

RCP 8.0のシナリオでの、2071年から2100年の平年値に基づいた日本でのケッペンの気候区分の予測。出典・区分法は前に挙げた現時点のものと同じ。

気候変動に関する政府間パネルの第5次評価報告書では、将来の気候を予測するのに、温室効果ガスの排出量が多い順から、RCP 8.0、RCP 6.0、RCP 4.5、RCP 2.8のRCPシナリオが定められている。その各シナリオで、日本の将来の気候についても予測されている（以下の出典:）。それによると、日本の平均気温はいずれの地域でも上昇（平均:RCP 8.0で3.4 ℃から5.4 ℃、RCP 2.8で0.5 ℃から1.7 ℃）するが、低緯度地域より高緯度地域の方が、また、日最高気温より日最低気温の方がわずかに、気温上昇幅が大きいと予想されている。真夏日日数は平均、RCP 8.0で約50日、RCP 2.8で約10日増加し、真冬日日数は平均、RCP 8.0で約15日、RCP 2.8で約5日減少すると予想されている。真夏日日数の増加は沖縄・奄美で、真冬日日数の減少は北日本で特に著しいと予想されている。

#### 永久凍土
日本には、富士山 や大雪山、立山などに永久凍土が存在する。しかし、富士山の永久凍土は縮小しており、特に富士山の南側では2009年に山頂付近でも部分的に消失していることが確認されている。永久凍土の縮小は、冬季に、気温の上昇により凍らせる能力が低下したためだと考えられる。

#### 生物季節観測
日本では、四季がはっきりしており、各年の天候の違いや長期的な気候変化を推定したり、気象が生物に及ぼす影響を把握したりするために、生物季節観測が行われている。このデータからも、秋・冬の訪れが遅く、春の訪れは早くなっていることが分かる。　

##### サクラ
サクラの開花は、2005年までの50年間で、平均約5日早くなっている。これは気温の上昇傾向が原因である。サクラの花芽は咲く前年の夏期に作られるとすぐに休眠に入り、冬期にサクラの花芽が一定期間寒さに曝されると休眠から目覚める（休眠打破）。しかし、種子島や八丈島など、もともと温暖な地域ではこの休眠打破が正常に行いにくくなり、かえって開花が遅くなるか、場合によっては満開せずに花が散ってしまうようになった。
今後の予測も研究されている。伊藤久徳らによる研究では、温暖化が気象庁の予想するペース（2008年時点）で進行した場合、2050年までには千葉県、神奈川県、南九州、南四国西部などでサクラが満開にならなくなり、鹿児島県西部や種子島では開花しなくなる上、2100年には静岡県や長崎県の一部でも満開にならなくなる。また、ウェザーニューズ社によるシミュレーションでは、2100年に気温が最も上昇するシナリオで、2110年には東日本・西日本の太平洋側で春にサクラが開花する場所はわずかになり、北海道では開花が約1カ月早まるとしており、平均的なシナリオでも2110年には開花が10から15日早まるとしている。

##### 紅葉
カエデの紅葉日は1953年から2004年までに15.6日、イチョウでは10.7日遅くなった。これは地球温暖化の影響とされ、10月の最低気温との相関が高い。
2015年現在のペースで温室効果ガスが増え続けた場合、江守正多は、2050年には京都市の紅葉の見頃がクリスマスの頃になると予測している。

#### 降水・降雪

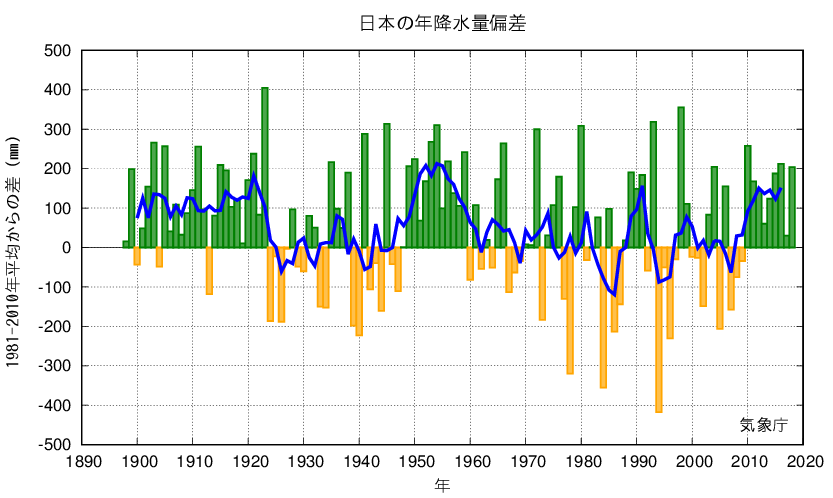
日本の平均年降水量の推移（1981年-2010年平年値からの偏差、気象庁ホームページより）

日本の降水量は、1965年頃から少ない年が増えている。また、降水量は1920年代中盤までと1950年代には多かったが、1970年代以降 もしくはここ20-30年（2017年基準） は、年ごとの変動が大きくなっており、今後も大きくなると予測されている。ただし、21世紀末は20世紀末より5%ほど降水量は多くなり、特に北日本では有意に増加すると予測されている。また、アメダスで観測した時間雨量50 mm以上と80 mm以上の回数（1000地点あたり）はそれぞれ、1976年から2016年までに10年あたり20回、同2回の割合で増加しているが、アメダスの観測期間は短いので、地球温暖化との関連を判断するには今後の観測データの蓄積が必要とされる。短時間の大雨（時間雨量50 mm以上）は今後も増加すると予測されている。そのような中で、ほとんどの地域で日降水量1.0mm未満もしくは無降水の日数が増加、それ以上の日数が減少しており、ほとんどの地域で無降水日数が増加する傾向は今後も続くと推測されており、日降水量100 mm、同200 mm以上の日数は、いずれも有意に、日降水量100 mm以上が100年あたり0.25日、同200 mm以上が同0.04日の割合で増加している。
降雪量は、1962年から2013年まででは、毎年の変動が大きいが、東日本日本海側では10年あたり12.3%、西日本日本海側では同14.5%、明瞭に減少しているが、北日本日本海側では変化傾向は見られない。気温や海水温が上昇すると空気中の水蒸気量が増えるため、北海道や本州の内陸の一部地域では降雪量や最深積雪は増加する が、大部分の地域では、気温上昇で雪が雨として降りやすく、積もっても溶けやすくなるため 降水量や最深積雪は減少すると予想されている。

#### 都市化

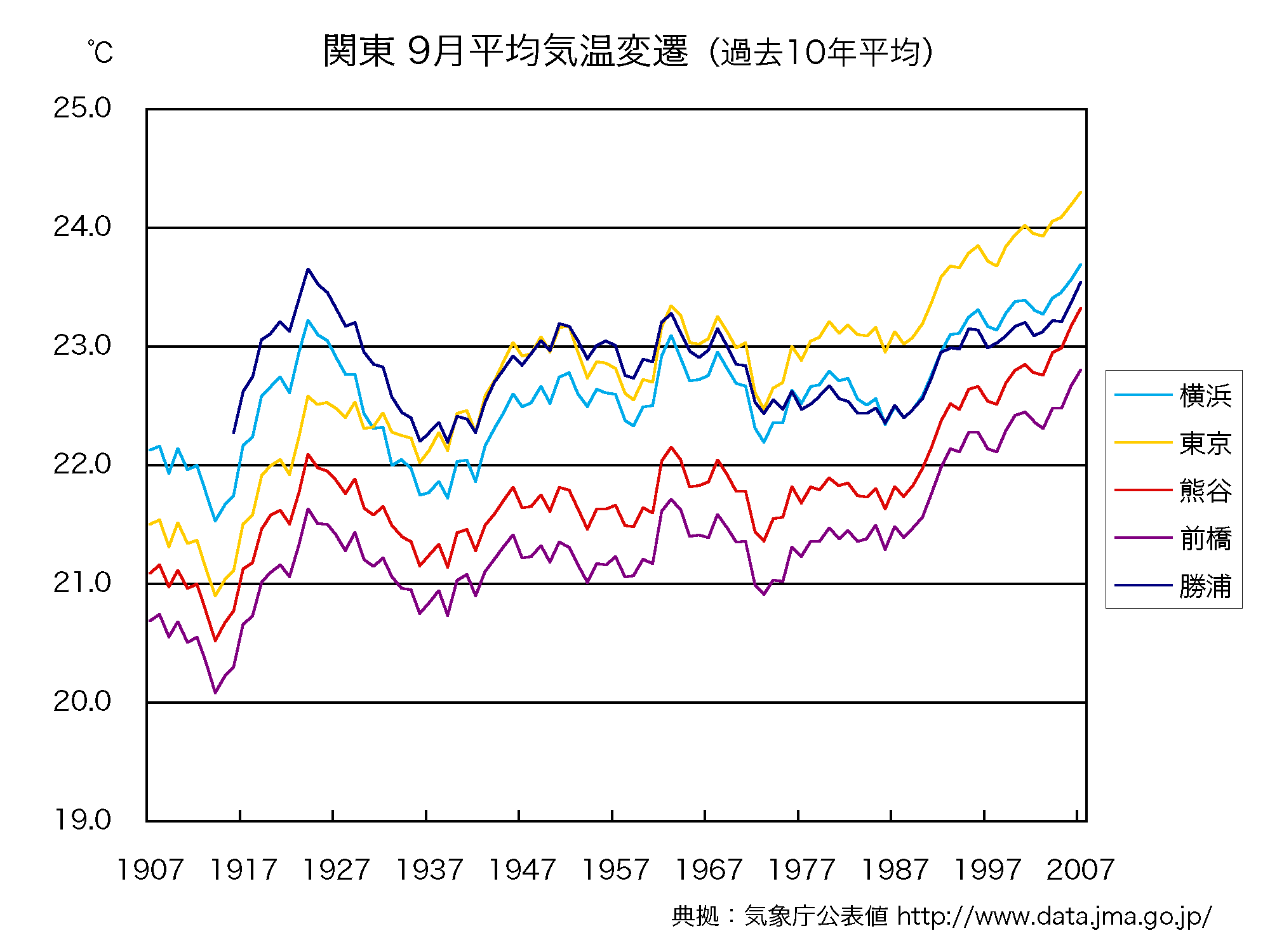
関東地方各地の9月の平均気温の変化。東京の気温上昇が著しい。

各地で、8月の平均気温が郊外より都市部で高くなっており（2006年-2010年の平均による）、ヒートアイランド現象が発生している。しかし、中小都市では100年あたりの気温上昇が1 ℃程度、宇都宮や熊谷などではその2倍、東京や名古屋などの大都市ではその3倍を超えているなど、都市ごとの差が大きく、永島達也は大都市ではヒートアイランド現象が気温上昇の主因となっていると考えても良いのではないかとしている。猛暑日についても、大分県日田市や熊谷など、それほど大規模でない都市で増加が大きい一方、大都市でもあまり増加していない所がある上、西日本で夏の気温上昇が著しい地点が多い。永島は、ヒートアイランド現象での日本の気温上昇は冬季や夜間に主に現れるとしている。